# 安扎便攜式防空飛彈
安扎便攜式防空飛彈（普什圖語：‎）是一款由巴基斯坦卡胡塔研究實驗室（KRL；又稱：AQ可汗研究實驗室）所研製和生產的被動紅外線導引單兵便携型肩扛式防空导弹，亦是該實驗室旗下工廠的主要常規武器的項目之一。安扎藉由紅外線尋的導引頭的制導功能，用作低空防空武器。
最初開展安扎飛彈的研發目的是要消除對進口昂貴的國外系統的依賴。目前，安扎飛彈的歷代各種版本都在與巴基斯坦軍隊服役，其最新版本為Mk-III。安扎飛彈還提供用於出口，马来西亚為其唯一已知的出口客戶。2002年，馬來西亞先收到了100枚安扎Mk-I飛彈；其後又收到了500枚安扎MK-II飛彈系統。

## 操作歷史
根據1999年5月27日，巴基斯坦所宣稱，他們對印度的卡吉爾衝突之中，安扎MK-II用於攻擊印度的战斗机。但擊墜了至少一架印度空軍所屬的米格-21（巴基斯坦宣稱是巴基斯坦陸軍防空部隊擊墜的）的戰績卻是巴基斯坦非正規軍曾使用美製便携式防空导弹所做成的。巴基斯坦還聲稱他們擊墜一架米格-27，雖然印度的報告指出，墜毀原因是發動機故障。
印度軍方表示，他們的米格-21曾經尋找該名駕駛米格-27的飛行員，後者是因發動機誤吸機炮的火藥燃氣引發的故障以下逃生。
2002年12月，印度當地媒體的消息稱，印度士兵在印巴控制線附近，由印方控制的库普瓦拉一個好戰分子的藏身之處發現了一枚安扎Mk-I飛彈。以前的2001年，印度陸軍士兵也曾在一個好戰分子的藏身之處發現了一具安扎飛彈系統。
2002年，印度再次聲稱，一架印度空軍所屬的安托諾夫An-32在印巴控制線上空被安扎單兵攜帶防空系統發射的飛彈攻擊；該飛機能夠安全著陸。
2004年，沙特阿拉伯助理國防部長哈立德親王·本·蘇爾坦（Prince Khaled ibn Sultan）和巴基斯坦國防部長拉奧·西坎德爾·伊克巴爾（Rao Sikandar Iqbal）已經就聯合生產安扎飛彈進行會談。
2008年，巴基斯坦軍隊在穆扎法尔格尔县不遠處的半沙漠地區進行安扎MK-II飛彈的使用訓練，以回應美國以巴基斯坦西北部為目標並以無人飛行載具（UAV，又稱：無人機）進行的隱蔽攻擊。2008年11月，巴基斯坦空軍首席向記者表示，他的部隊完全有能力擊墜美國無人機；但這也是政府的責任，以決定對無人機的反擊是藉由外交手段或軍事行動的方式中止。2010年，Azm-e-Nau 3演習中，巴基斯坦陸軍防空部隊藉由安扎導彈在攻擊位置以上時，能進行細微的精密瞄準能力的肩膀上操作系統，展示出能精確的定位敵方飛機的能力。

## 設計細節
一些消息來源宣稱，安扎MK-II飛彈是由巴基斯坦和中國聯合研發的合作計劃。
首先是1990年1月，安扎Mk-I飛彈投入巴基斯坦陸軍並開始服役；其後1994年9月，安扎Mk-II飛彈亦投入服役。2006年，成為第三代安扎系列產品的安扎MK-III亦獲巴基斯坦陸軍宣佈採用。
近年來，巴基斯坦一直致力為安扎系列飛彈宣傳讓其得以用於出口，這也於2007年在阿拉伯联合酋长国的「國際防務展覽及會議」（IDEX）以及在2008年在巴基斯坦的「國際防務展覽及研討會」（IDEAS）防務展覽以上顯示出來。

### 訓練輔助
已知Mk-II包括了ATS-II訓練模擬器，它是由一組四枚Mk-II訓練導彈、四發射單元、模擬地面電池、電纜互連器、PC基礎控制器、監控及評分單元以及目標模擬器（由一個紅外電燈泡沿架空線移動）所組成。
高速空中靶機（HISAT-DK）是一架高速而低維護性靶機，可在使用者操作安扎飛彈的操作訓練中用作「對手」。它是藉由使用光學跟踪筴艙設備、由四人遙控控制。該無人機雖然主要用作便攜式防空飛彈訓練，但它們也可用於其他用途，例如砲兵火力支援訓練。

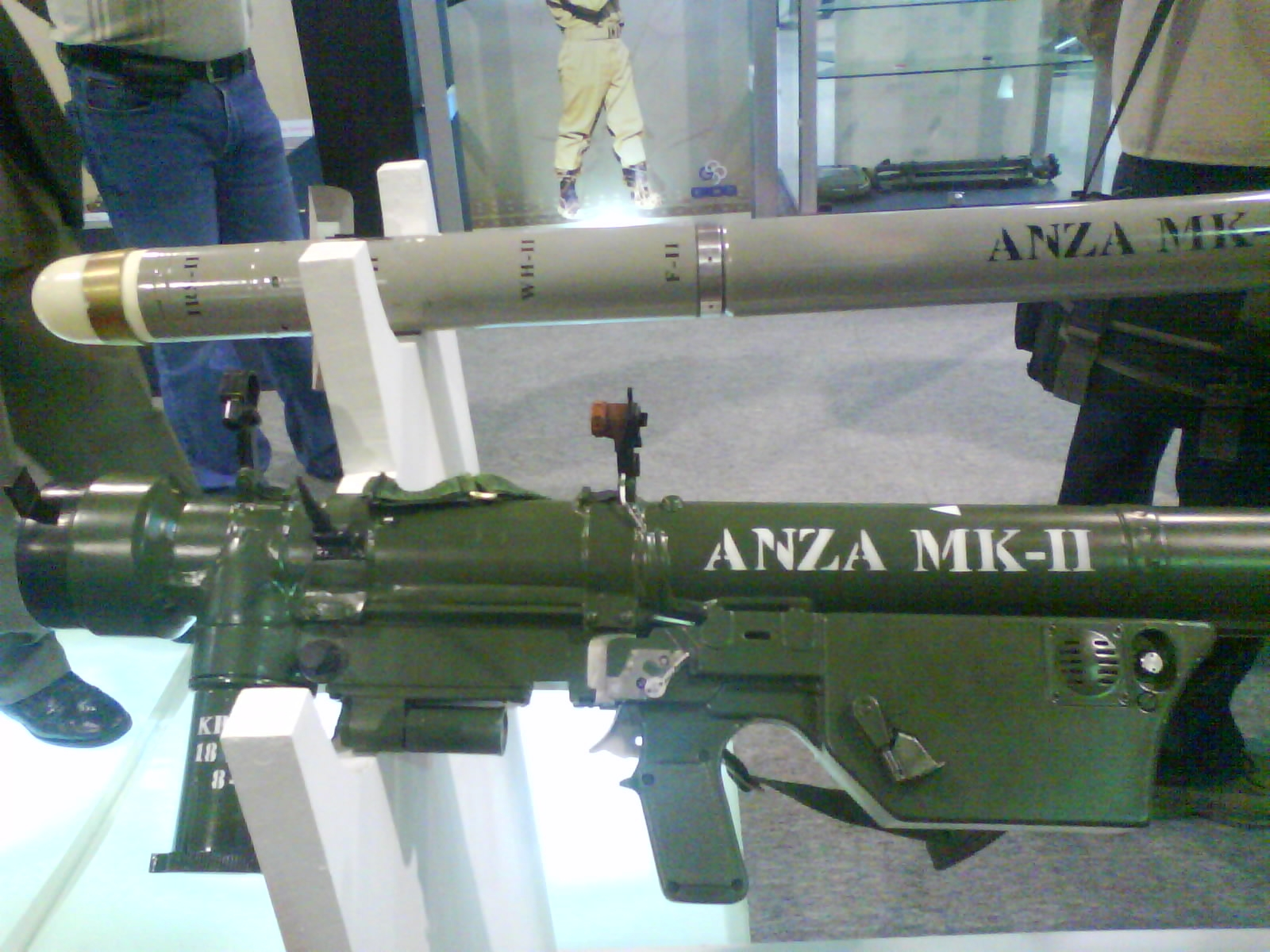
巴基斯坦IDEAS 2008防務展以上，展出的安扎Mk-II 。

## 衍生型
- 安扎Mk-I—第一款由巴基斯坦本土生產、並且被巴基斯坦陸軍所採用的便攜式防空導彈。被認為是得到了中國的協助以下研發[33]，而且設計類似於红樱-5B便携式防空导弹。[34]一段來自英國的資料來源卻指安扎Mk-I是9K32「箭-2」（SA-7“聖杯”）的彷製型。[35]1989年—1998年之間，大約生產了1,000枚安扎Mk-I。[4]
- 安扎Mk-II—第三代便攜式防空飛彈系統，[36]被認為是以中國前衛-1便攜式防空飛彈為藍本。[37]採用了雙頻段，跨掃描式紅外尋的導引頭，以抵抗热诱饵弹的誘惑。[38]此外，它亦被認為使用了美國的導彈技術。[39]1994年—2012年之間，大約生產了1,650枚安扎Mk-II。[40]
- 安扎Mk-III—被認為是以中國前衛-2便攜式防空飛彈為藍本，[41]並作出相應修改以滿足巴基斯坦陸軍的要求，包括增加射程至達到5公里，改進了傳感器和使用類似俄羅斯9K38“伊格拉”便攜式防空飛彈的新型發射組件。[42][43]同時新增全方位攻擊（英语：All-aspect）能力和提高抗干擾（英语：Electronic counter-countermeasure）能力。[10]它還有一個車載發射的衍生型。

## 使用國

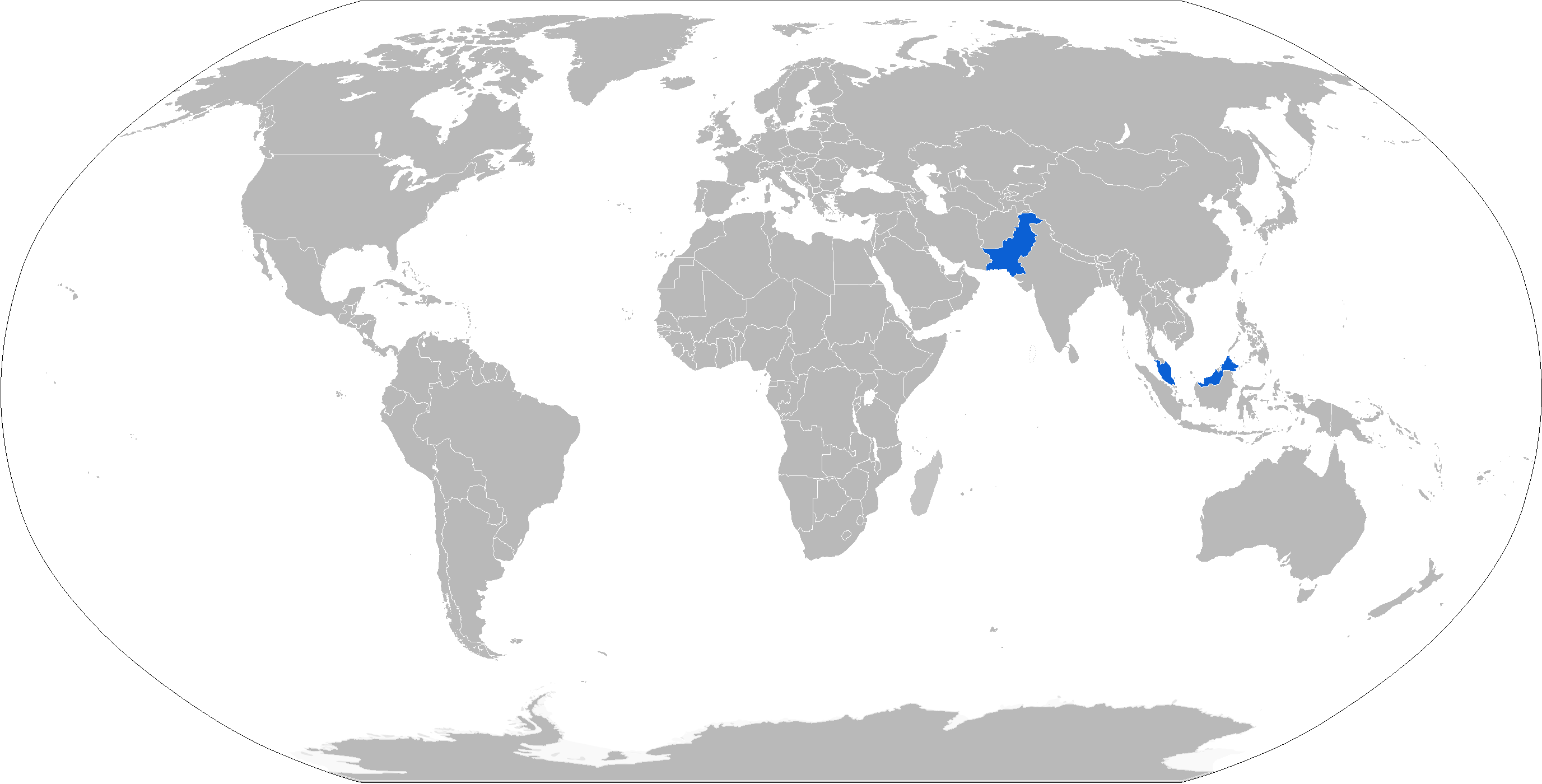
藍色為安扎便攜式防空飛彈的使用國。

### 目前的使用國
巴基斯坦
- 巴基斯坦陸軍—大批Mk-I，Mk-II和Mk-III服役。[9]

 马来西亚
- 馬來西亞陸軍—2002年，獲交付100具安扎Mk-I飛彈系統。其後與巴基斯坦的一份價值446百萬令吉的武器合同，其中一部分是再購入500具安扎Mk-II飛彈系統，[44]用以裝備第10傘兵旅（英语：10 Paratrooper Brigade (Malaysia)）。[45]

## 技術指標
|                      | 安扎Mk-I                                            | 安扎Mk-II                                           | 安扎Mk-III                                          |
| 長度（飛彈與推進器） | 1.44米                                              | 1.447米                                             | 1.59米                                              |
| 重量（發射器與飛彈） | 15公斤                                              | 16.5公斤                                            | 18公斤                                              |
| 飛彈                 | 9.8公斤                                             | 10.68公斤                                           | 11.32公斤                                           |
| 動力                 | 固體燃料火箭發動機 （發射時啓動固體燃料火箭推進器） | 固體燃料火箭發動機 （發射時啓動固體燃料火箭推進器） | 固體燃料火箭發動機 （發射時啓動固體燃料火箭推進器） |
| 制導系統             | 非致冷的PbS被動紅外尋的導引頭                       | 冷卻式InSb被動紅外尋的導引頭                        | 雙波段紅外尋的導引頭                                |
| 彈頭                 | 高爆碎片 （包括0.37千克高爆炸藥） 碰炸引信          | 高爆碎片 （包括0.55千克高爆炸藥） 碰炸引信          | 高爆碎片 （包括1.42千克高爆炸藥） 碰炸引信          |
| 平均巡航速度         | 500米／秒 （1,640.42英尺／秒）                      | 600米／秒 （1,968.5英尺／秒）                       | >600米／秒 （1,968.5英尺／秒）                      |
| 最大機動             | 6 g                                                 | 16 g                                                |                                                     |
| 自我毀滅時間         | 14—17秒                                             | 14—18秒                                             |                                                     |
| 斜距                 | 1,200米—4,200米                                     | 500米—5,000米                                       | 6,000米                                             |
| 海拔                 | 50米—2300米                                         | 30米—4,000米                                        | 10米—3,500米                                        |
| 武器反應時間         | 5秒                                                 | 3.5秒                                               | 3.5秒                                               |
| 發射準備             | 10秒                                                | 10秒                                                | 10秒                                                |
| 電池壽命             | 40秒                                                | 50秒                                                | 50秒                                                |

## 資料來源
1. 1 2 3  . Pakistani Defence.   [2009-02-09]. （原始内容存档于2007-07-03）.
2. 1 2  . GlobalSecurity.org.   [2009-02-10]. （原始内容存档于2009-02-14）.
3. ↑  . Pakistani Defence.   [2009-02-09]. （原始内容存档于2012-08-01）.
4. 1 2   (PDF).   [2009-02-09]. （原始内容存档 (PDF)于2009-02-24）.
5. ↑  Robin Hughes. . 詹氏資訊集團. 2002-12-02  [2009-02-09]. （原始内容存档于2018-12-25）.
6. ↑  . Defence Talk. 2007-09-11  [2009-02-09]. （原始内容存档于2009-02-03）.
7. ↑  B. Muralidhar Reddy. . 印度教徒報. 2001-03-28  [2009-02-09]. （原始内容存档于2012-11-03）.
8. ↑  Malik Qasim Mustafa. .   [2009-02-20]. （原始内容存档于2008-09-29）.
9. 1 2  . Army Recognition.   [2009-02-09]. （原始内容存档于2008-10-24） （法语）.
10. 1 2 3  . The Fact.   [9 June 2013]. （原始内容存档于2020-02-16）.
11. ↑   (PDF).   [2009-02-20]. （原始内容存档 (PDF)于2009-02-24）.
12. ↑  . 詹氏資訊集團. 2008-02-21  [2009-02-20]. （原始内容存档于2012-06-03）.
13. 1 2 3  John Pike. . 美國科學家聯盟. 1999-03-21  [2009-02-09]. （原始内容存档于2009-02-03）.
14. ↑  . 每日電訊報. 2002-01-15  [2009-02-09]. （原始内容存档于2015-09-24）.
15. ↑  . J&K News. 2002-12-14  [2009-02-09]. （原始内容存档于2016-03-04）.
16. ↑  Press Trust of India. . Express India. 2002-12-15  [2009-02-20]. （原始内容存档于2012-09-28）.
17. ↑  . BBC News. 2002-12-14  [2010-04-25]. （原始内容存档于2004-07-14）.
18. ↑  . INDIA DEFENCE CONSULTANTS.   [2009-02-20]. （原始内容存档于2009-03-16）.
19. ↑  Mohammed Rasooldeen. . Arab News. 2004-10-17  [2009-02-09]. （原始内容存档于2016-03-03）.
20. ↑  . South Asia Monitor.   [2009-02-20].[永久]
21. ↑  . 海灣時報. 2008-11-21  [2009-02-09]. （原始内容存档于2011-06-08）.
22. ↑  . Army Times. 2008-11-21  [2009-02-09].
23. ↑  . Sindh Today. 2008-11-25  [2009-02-20].[永久]
24. ↑  .   [2015-11-05]. （原始内容存档于2011-06-14）.
25. ↑  . The Risk Report. October 1995, 1 (8): 9  [2015-11-05]. （原始内容存档于2008-10-07） –Wisconsin Project on Nuclear Arms Control.
26. 1 2  John Pike. . FAS. 1999-08-10  [2009-02-09]. （原始内容存档于2016-08-28）.
27. ↑  Pakistan Pushing Military Exports. . National Defense. May 2005  [2009-02-20]. （原始内容存档于2011-06-10）.
28. ↑  Xinhua. . People's Daily.   [2009-02-20]. （原始内容存档于2012-10-07）.
29. ↑  . Financial Daily International.   [2009-02-20]. （原始内容存档于2016-03-04）.
30. ↑   (PDF). Asian Defence Journal.   [2009-02-20]. （原始内容 (PDF)存档于2009-02-24）.
31. ↑  . Defence Export Promotion Organisation.   [2009-02-07]. （原始内容存档于2012-02-12）.
32. 1 2 3  . Defence Export Promotion Organization.   [2009-02-20]. （原始内容存档于2012-02-19）.
33. ↑  . James Martin Center for Nonproliferation Studies. August 1999  [2009-02-09]. （原始内容存档于2010-04-09）.
34. ↑  . 2007-12-21  [2009-02-09]. （原始内容存档于2008-12-01）.
35. ↑  Cloughley, Brian. . Jane's Intelligence Review. 詹氏資訊集團.   [13 June 2011]. （原始内容存档于2011-07-28）.
36. ↑  James C. "Chris" Whitmire.  (PDF). USAF Counterproliferation Center.   [2009-02-20]. （原始内容存档 (PDF)于2009-02-24）.
37. ↑  . Sino Defence. 2007-07-30  [2009-02-09]. （原始内容存档于2008-10-07）.
38. ↑  Michael Puttré. . eDefenseonline.com & Horizon House Publications. 2001-04-01  [2009-02-10]. （原始内容存档于2009-01-11）.
39. ↑  . 外交、貿易及發展部. 2008-08-21  [2009-02-20].
40. ↑  SIPRI Arms Transfers Database. .   [2010-05-12]. （原始内容存档于2010-04-14）.
41. ↑  . Sino Defence. 2007-07-30  [2009-02-09]. （原始内容存档于2008-12-17）.
42. ↑  . Punjab Kesari.   [2009-02-09]. （原始内容存档于2011-07-15）. 参数|newspaper=与模板{{cite web}}不匹配（建议改用{{cite news}}或|website=） (帮助)
43. ↑  . strategypage.com. May 31, 2006  [9 June 2013]. （原始内容存档于2019-06-29）.
44. ↑  MAH. . 2007-04-02  [2009-02-09]. （原始内容存档于2011-07-14）.
45. ↑  . Worldsources Online. 2003-10-15  [2009-02-09]. （原始内容存档于2010-12-06）.

## 外部連結
- （英文）—Anza MKI - Pakistan （页面存档备份，存于）
- （英文）—Anza MKII - Pakistan （页面存档备份，存于）